# Fritz Hollings
Ernest Frederick Hollings, detto Fritz (Charleston, 1º gennaio 1922 – Isle of Palms, 6 aprile 2019), è stato un politico statunitense, senatore degli Stati Uniti per la Carolina del Sud dal 1966 al 2005.
Conservatore democratico, per la Carolina del Sud fu anche governatore, vicegovernatore e membro della Camera dei rappresentanti. Per 36 anni lavorò al fianco del senatore democratico, poi divenuto repubblicano, Strom Thurmond. Il loro mandato fu il più lungo della storia del Senato degli Stati Uniti. Al momento della sua morte Hollings era il più anziano ex senatore del paese.